# 篤志面接委員
篤志面接委員（とくしめんせついいん）とは、日本の矯正施設内で、面談や講話を行うことで社会復帰を支援する民間ボランティアである。
1953年、受刑者の精神的苦悩や生活設計などの問題について、民間人の協力を得ながら解決を図ろうとする制度である。1987年11月、全国篤志面接委員連盟が発足した。
学識経験者、宗教家、更生保護関係職員などから、矯正施設の長が推薦し、矯正管区長が委嘱する。任期は2年だが、再委嘱を妨げない。担当部門は、教育・文芸・更生保護・宗教・商工・法律・社会福祉など多岐にわたる。